# Polinomios de Angelescu
En matemáticas, los polinomios de Angelescu πn(x) son generalizaciones de los polinomios de Laguerre, introducidos por A. Angelescu, dados por la función generadora de la forma
{\displaystyle \displaystyle \phi \left({\frac {t}{1-t}}\right)\exp \left(-{\frac {xt}{1-t}}\right)=\sum _{n=0}^{\infty }\pi _{n}(x)t^{n}}